# Servizio nautico del Corpo forestale dello Stato
Il Servizio nautico del Corpo forestale dello Stato era l'organizzazione che si occupava del coordinamento e della operatività dei servizi di supporto nautico alle unità di terra del corpo, della tutela dei reati ambientali in ambito marino, fluviale e lacustre oltre che della tutela dell'ecosistema marino e della repressione dei crimini ambientali come la pesca di frodo o lo smaltimento illegale di rifiuti dannosi. 

A questi compiti aggiungevano quelli di soccorso in mare e di supporto logistico alle altre forze in ambito nautico.
Il decreto legislativo n. 177/2016, che sopprime il corpo forestale, all'art. 12 ha previsto che entro il 1º gennaio 2017 le squadre nautiche e marittime transitino al Servizio navale della Guardia di Finanza.

## Squadre Nautiche per gli Ecosistemi Marini e Costieri
- Caprera - La Maddalena, SNEM Comando regionale Toscana.
- Gargano, Comando territoriale del Parco nazionale del Gargano.
- Napoli, Comando provinciale.
- Cilento, Comando territoriale Vallo della Lucania.
- Cinque Terre, Comando territoriale Cinque Terre.
- Venezia, Comando provinciale.
- Delta del Po, Comando provinciale di Ferrara.
- Circeo, Comando territoriale del Parco nazionale del Circeo

## Squadre Nautiche per gli Ecosistemi Lacustri e Fluviali
- Tagliamento
- Livenza
- Piave
- Brenta - Bacchiglione
- Adige
- Po
- Arno
- Tevere
- Liri - Garigliano
- Volturno
- Lesina - Varano

## Medaglie navali concesse
Medaglia d'oro di lunga navigazione CFS (20 anni d'imbarco)
 Medaglia d'argento di lunga navigazione CFS (15 anni d'imbarco)
 Medaglia di bronzo di lunga navigazione CFS (10 anni d'imbarco)
Tutte istituite con decreto ministeriale n. 444/298 del 27 luglio 2006.